# Laemonema filodorsale
Laemonema filodorsale är en fiskart som beskrevs av Okamura 1982. Laemonema filodorsale ingår i släktet Laemonema och familjen Moridae. Inga underarter finns listade i Catalogue of Life.